# Insane (groupe)
Pour les articles homonymes, voir Insane.
Insane est un groupe de punk rock et street punk britannique formé en 1979 à Wigan, dans la banlieue de Manchester, en Angleterre et actif jusqu'en 1986,,.

## Discographie

### Albums
- 1982 : Live In Europe, Retch Records

### Singles & EP
- 1981 : Politics, Riot City Records
- 1982 : Why Die !, Insane 1
- El Salvador, No Future Records
- 1984 : The Insane / The Skeptix : Berlin Wall / Vendetta, White Rose Records

### Compilations
- 1999 : The Insane / Blitzkrieg : The Punk Collection, Captain Oi!
- 2017 : Demo 1981 & More, Vomitopunkrock Records